# Mobile Tierhaltung

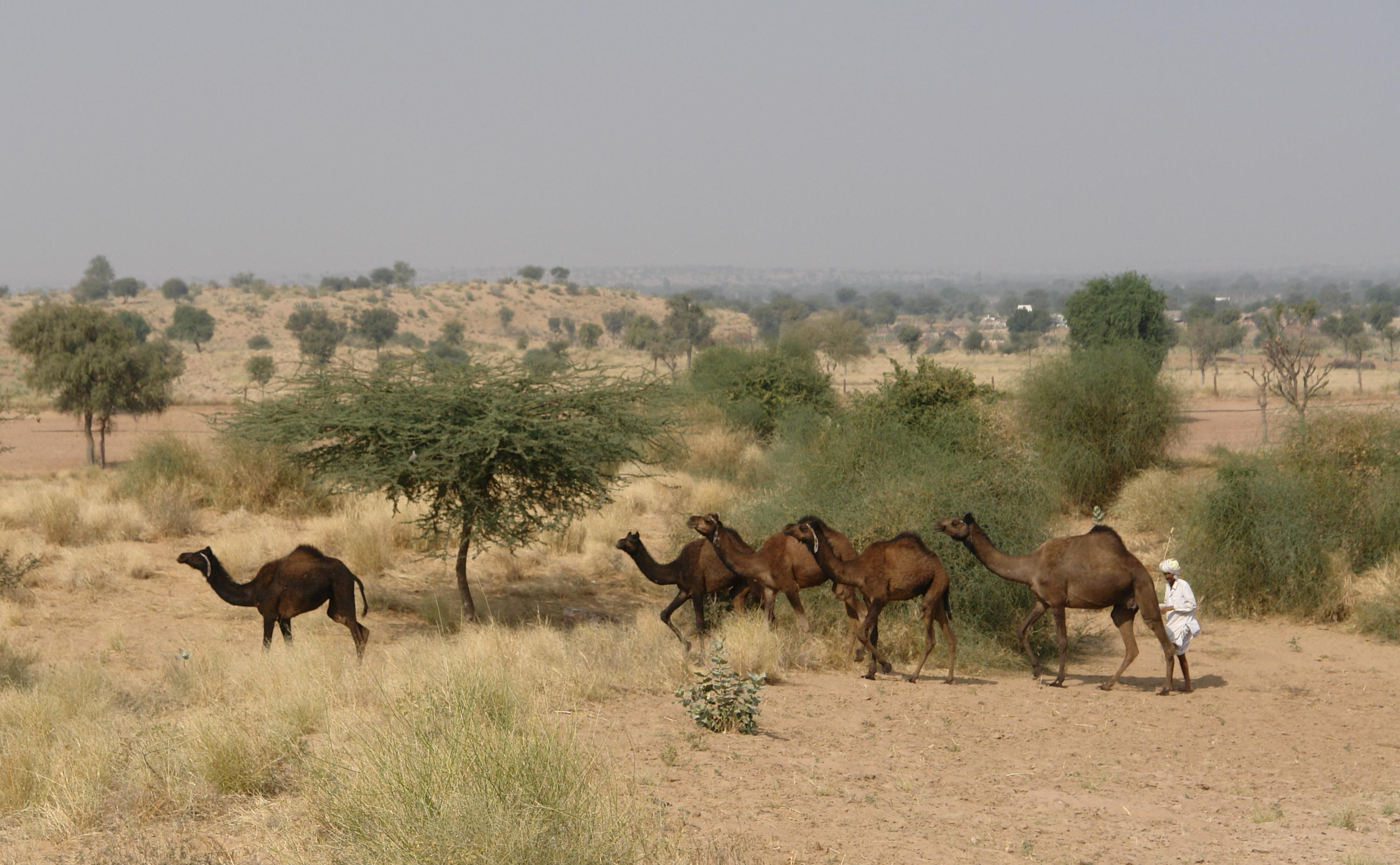
Nach wie vor ist die Kamelzucht in den Halbwüsten und Trockensteppen Afrikas und Asiens nur als mobile Fernweidewirtschaft denkbar. (Bild aus Indien)

Mobile Tierhaltung (auch Mobile Weidewirtschaft) ist ein Sammelbegriff für die modernisierten, subsistenz- und marktorientierten Formen extensiver, ganzjähriger Fernweidewirtschaft von lokalen Gemeinschaften ehemals hirtennomadisch lebender Völker in trockenen und kalten Offenlandbiomen. Dies umfasst die verschiedensten Formen der Landnutzung mit halbnomadischer bis halbsesshafter, sowie ganzjähriger oder saisonaler Wanderweidewirtschaft – je nach den vorhandenen ökologischen und ökonomischen Bedingungen und Erfordernissen.
Zuweilen wird gefordert, nur die nachhaltigen Systeme als mobile Tierhaltung zu bezeichnen.
Alle Formen der mobilen Tierhaltung werden zu den traditionellen Wirtschaftsformen gezählt.

## Abgrenzung der Begrifflichkeiten

### Mobile Tierhaltung und Pastoralismus

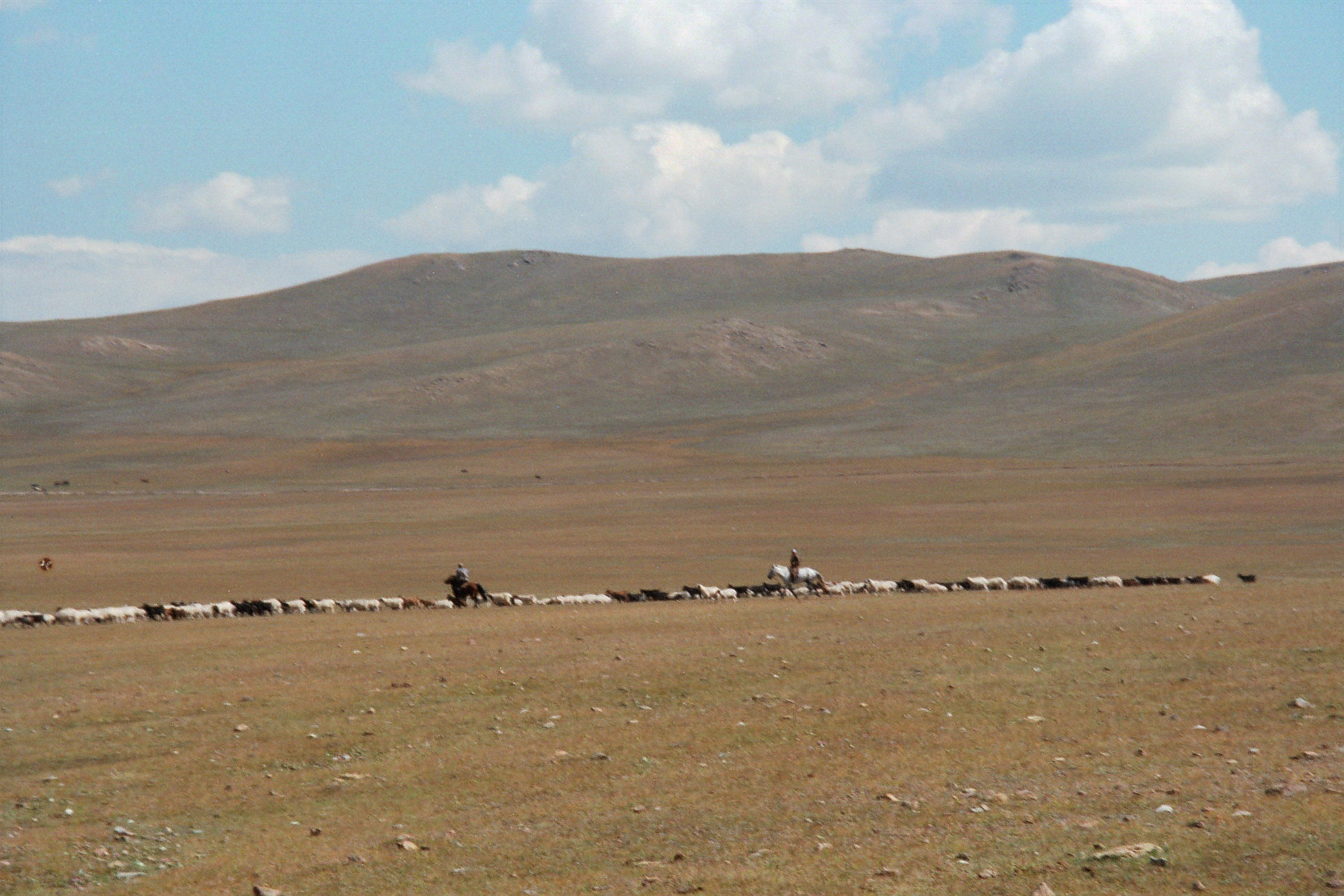
Pastorale Tierzucht in der mongolischen Steppe

Mobile Tierhaltung findet grundsätzlich auf natürlich entstandenem, zumeist nicht eingehegtem Weideland statt (z. B. Steppen oder Trockensavannen) und ist insofern auch eine Form des sogenannten Pastoralismus. Im Gegensatz zu den stationären Extensivsystemen (Ranching) wird das Vieh permanent von Hirten gehegt, die in der Regel selbst Eigentümer der Herde sind und zumindest zeitweise (meist zusammen mit Familienmitgliedern) in transportablen Behausungen auf dem Weideland wohnen. Überdies sind der freie Weidegang der Tiere und der mehr oder weniger große Anteil der Produktion für die Selbstversorgung (Subsistenzwirtschaft) die wesentlichen Unterschiede zum stationären Pastoralismus.
Dennoch ist „mobile Tierhaltung“ nicht identisch mit dem Begriff „mobiler Pastoralismus“, da dieser auch den ursprünglichen Hirtennomadismus einschließt!

### Mobile Tierhaltung und Hirtennomadismus

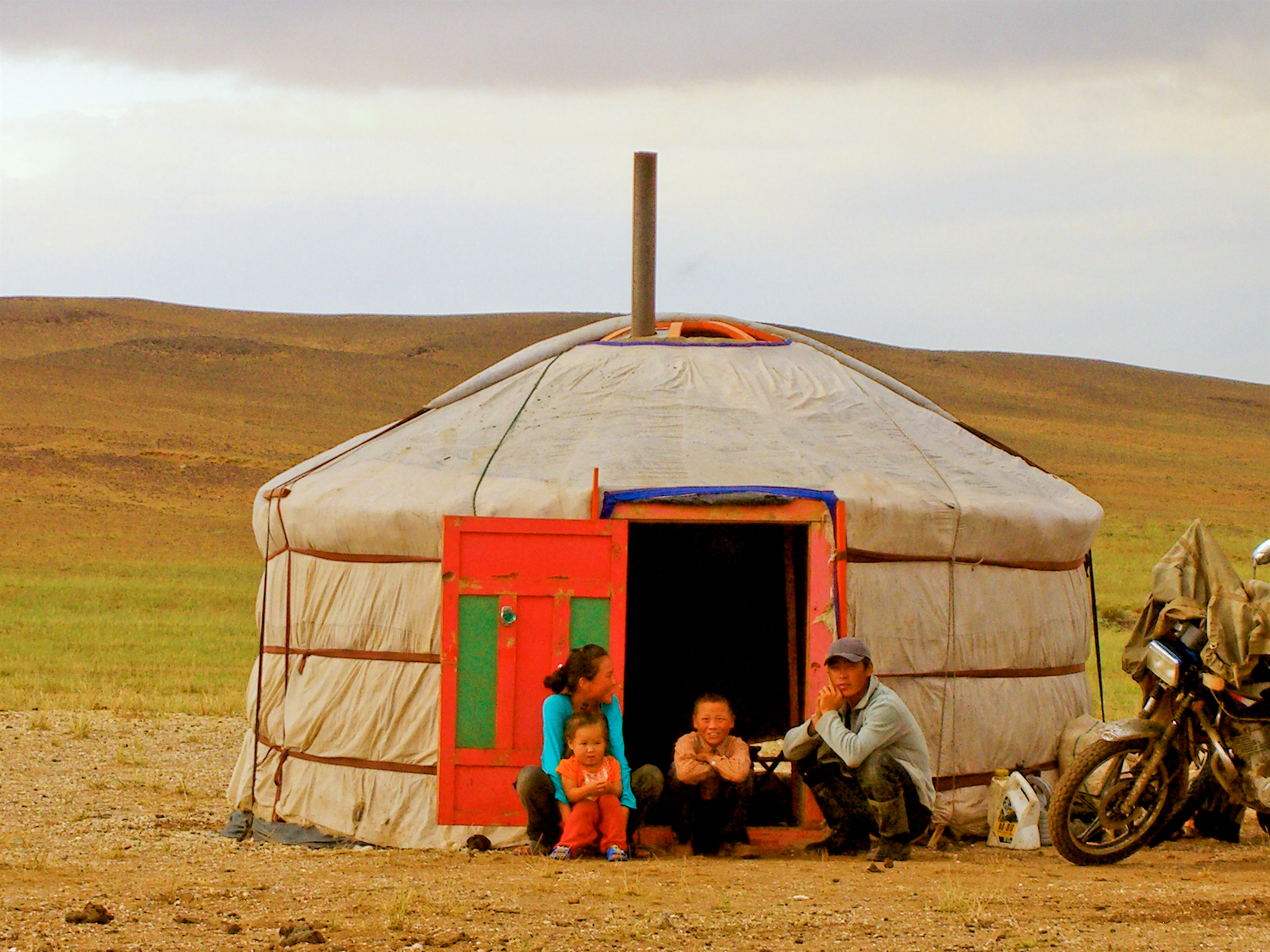
Obwohl die Jurte nach wie vor zur mobilen Tierhaltung in der Mongolei gehört, leben die meisten Hirtenfamilien heute weder vollnomadisch noch weitgehend selbstversorgend

„Nomadismus“ ist sowohl ein kulturwissenschaftlicher als auch ein ökonomischer Begriff, denn er umfasst einerseits die Kulturen der nomadischen Hirtenvölker und andererseits ihre selbstversorgenden Subsistenzweisen (Echter Nomadismus ist allerdings kaum noch zu finden).
Demgegenüber werden mit „mobiler Tierhaltung“ die postnomadischen Übergangsformen subsistenz- und marktorientierter Viehwirtschaft benannt und nicht mehr die („entwurzelten“ und zum Teil marginalisierten) Gesellschaften.

### Mobile Tierhaltung und Transhumanz
Transhumanz (Saisonale Wanderweidewirtschaft) bezeichnet sowohl eine klassische Form der Fernweidewirtschaft (z. B. in den Mittelmeerländern) als auch moderne Formen: Sehr häufig hat sich z. B. in Zentralasien aus vollnomadischer Hütehaltung eine Form halbnomadischer Transhumanz entwickelt. In solchen Fällen ist die Transhumanz eine Form der mobilen Tierhaltung.

## Mobile Tierhaltung als nachhaltige Wirtschaftsform

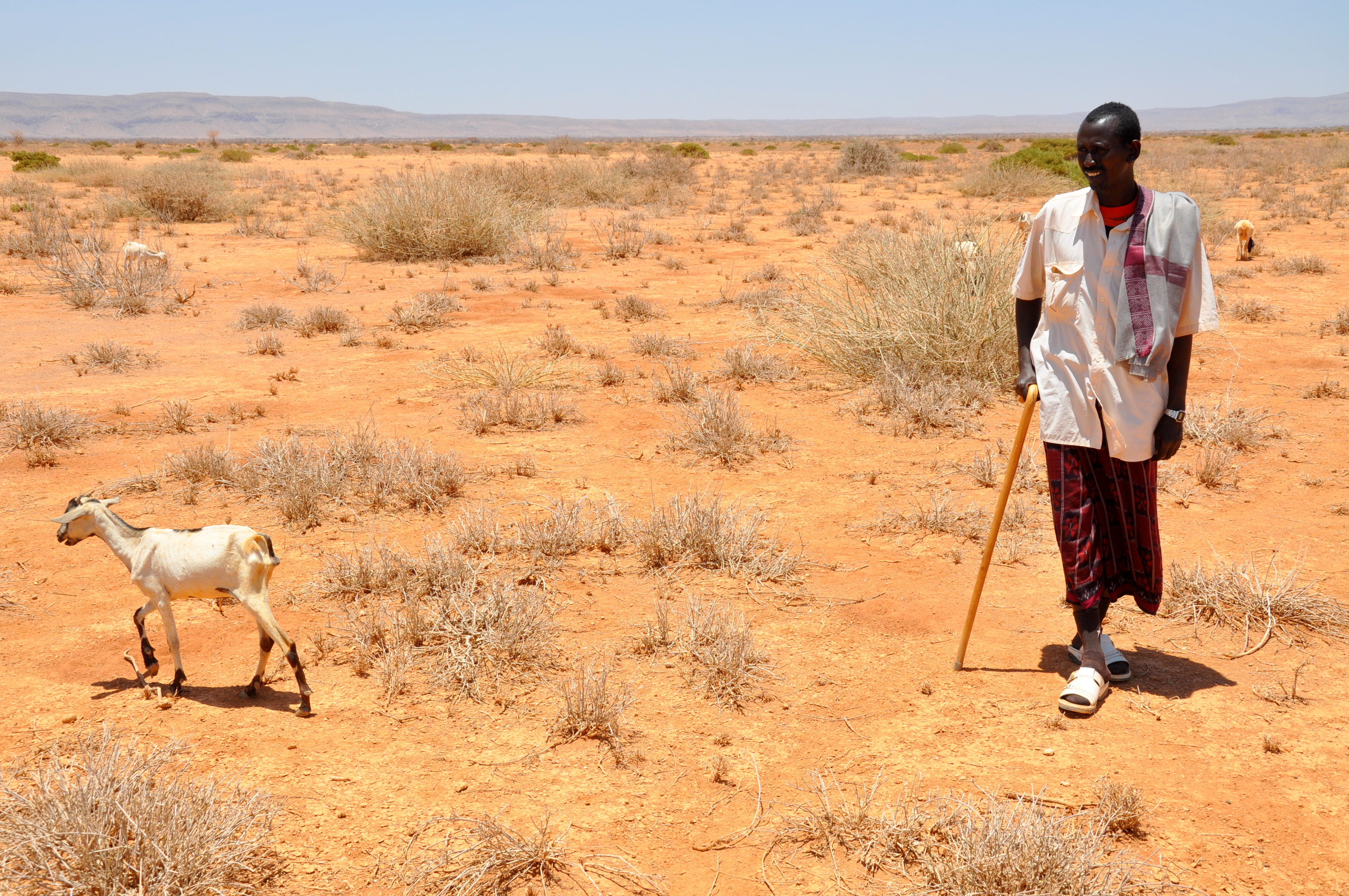
In stark überweideten Gebieten überleben nur noch Ziegen – die die Vegetation noch mehr schädigen

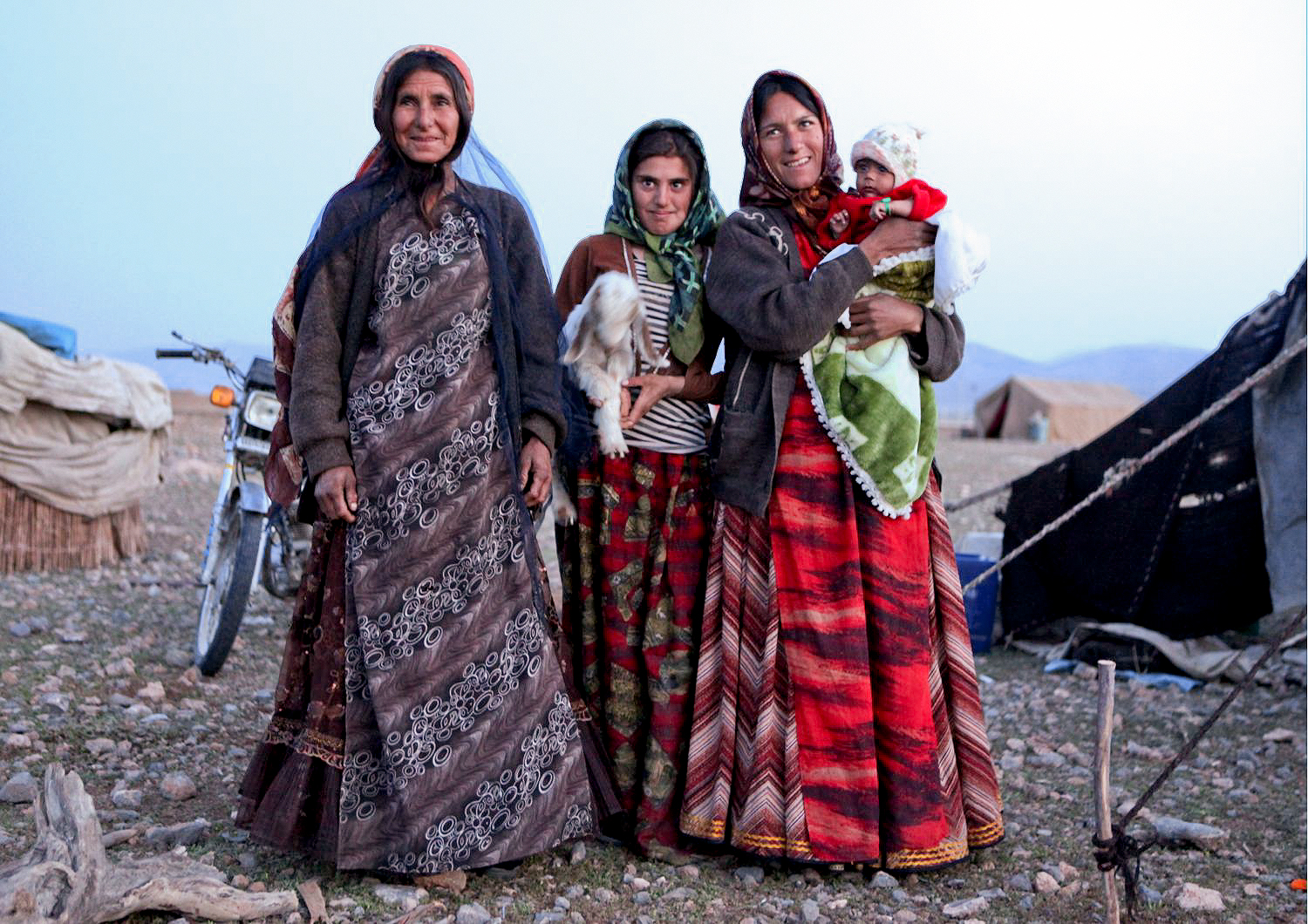
Die Sicherstellung von Schulbesuch und medizinischer Versorgung unter Beibehaltung der mobilen Lebensweise sind eine der Herausforderungen für moderne Nomaden

Nach Fred Scholz – einem der renommiertesten Wissenschaftler auf diesem Gebiet – sollte der Begriff „mobile Tierhaltung“ nur für die „geplanten“ und nachhaltigen Weidesysteme verwendet werden und nicht für die ungeplanten, unsteten, rudimentären und nicht nachhaltigen Formen, die aus dem Niedergang des Nomadismus entstanden sind.
Scholz plädiert für die Stärkung des uralten traditionellen Wissens der ehemaligen Nomaden mit ihren angepassten heimischen Weidevieharten; in sinnvoller Verbindung mit heutigen sozialen, ökonomischen und ökologischen Erkenntnissen und unter Berücksichtigung der jeweiligen politischen Bedingungen und volkswirtschaftlichen Zwänge. Er nennt drei „Essentials“, die dabei erfüllt sein müssen, um die labilen Ökosysteme langfristig und umweltschonend nutzen zu können:
- Existenzsicherung vor Marktproduktion
- Arbeitsplatzsicherung vor Produktivitätssteigerung
- Ressourcenbewahrung vor Ertragszuwachs

Eine mobile Tierhaltung, die diese Rahmenbedingungen erfüllt, kann eine nachhaltige Existenzsicherung an marginalen Standorten innerhalb des Altweltlichen Trockengürtels sein und demnach ein wirksamer Schutz vor Armut und Hunger, Degradation und Desertifikation. In der Praxis bedeutet dies (je nach Region):
- Einsatz geeigneter, gemischter Herdentiere (z. B. Kamele statt Ziegen, oder Yaks statt Rinder)
- Getragen von lokalen Hirtengemeinschaften, Familien, Bevölkerungsteilen u. ä.
- Gezielt geplantes Management der Herdenverlagerungen (Wanderungen und/oder Viehtransporte, ganzjährig mehrfacher oder saisonaler Weidewechsel u. a.)
- Einsatz moderner Kommunikations- und Transportmittel
- An die jeweilige Wohn- und Arbeitssituationen angepasste Versorgung mit Gütern, medizinischen Diensten, Schulbildung etc.[3]

## Vom Nomadismus zum „Postnomadismus“

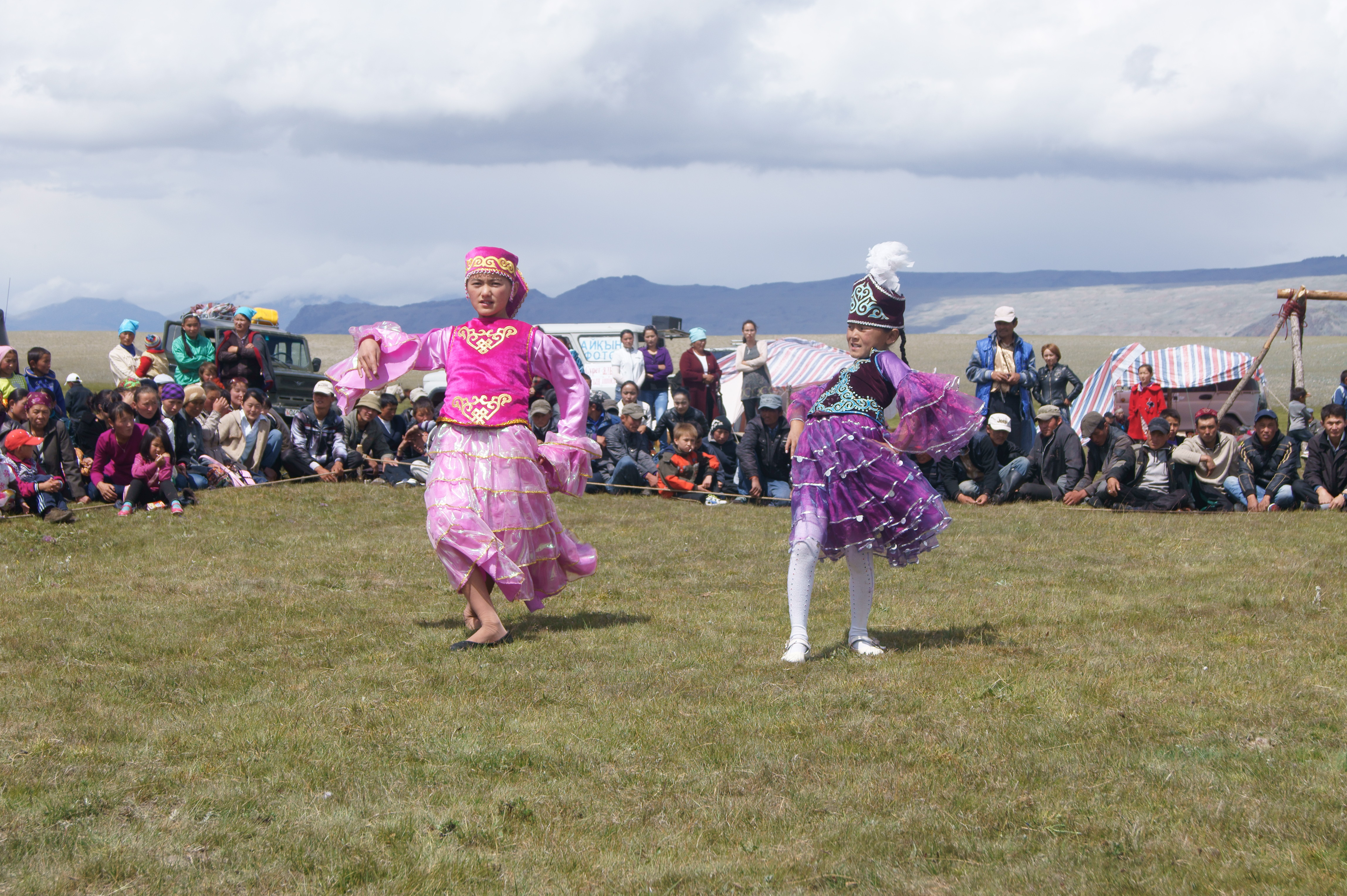
Während die mobile Tierhaltung nach wie vor die Existenz der Menschen in Zentralasien sichert, wandeln sich traditionelle Rituale zum folkloristischen Brauchtum

Seit dem Ende des 20. Jahrhunderts geht man mehr und mehr dazu über, Nomadismus nur noch für die Lebensweise der sehr wenigen echten nomadisch lebenden lokalen Gemeinschaften zu verwenden, die noch überwiegend subsistenzorientiert von der Tierhaltung leben (von ganzen Hirtenvölkern kann ohnehin keine Rede mehr sein).
Die meisten Hirtengemeinschaften Afrikas und Eurasiens produzieren heute nicht mehr nur für ihren eigenen Bedarf. Sie bringen Fleisch, Milch, Felle, Leder u. a. Produkte auf lokale Märkte, um sich mit dem erwirtschafteten Geld die Bequemlichkeiten des modernen Lebens leisten zu können. Dies verstärkt die Tendenz zu Halbnomadismus und (Halb-)sesshaftigkeit in der Nähe von Verkehrswegen und Marktorten.
Aufgrund der gravierenden Veränderungen in der Lebensweise der Hirtennomaden, die im 20. Jahrhundert einsetzten, plädieren einige Autoren für klare Begriffsfestlegungen. Insbesondere der deutsche Geograph Fred Scholz ist ein Verfechter dieser Sichtweise, auf den in vielen Quellen verwiesen wird. Die selten verwendete Bezeichnung „Postnomadismus“ (von lat. -post = nach, hinter) ist nicht wirklich geeignet, die uneinheitliche Vielfalt der heutigen Lebensweisen zu benennen. Daher wird dieser kulturwissenschaftliche Terminus meistens zugunsten des Wirtschaftsbegriffes „Mobile Tierhaltung“ vermieden.

## Die Entwicklung der mobilen Viehwirtschaft

### Ursprünge

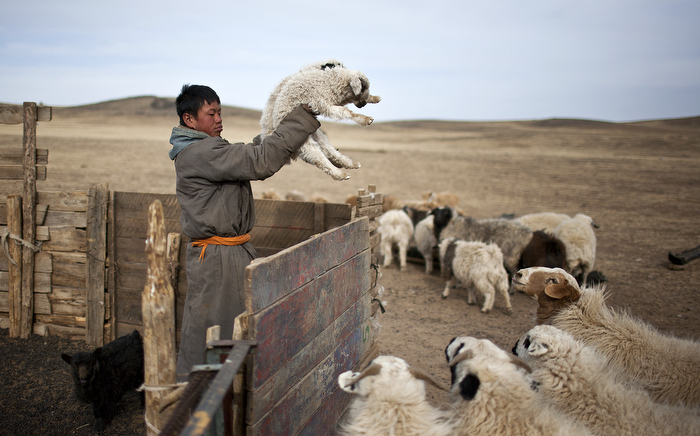
Die Hege des Viehs gehört früher wie heute zu den Pflichten der mobilen Tierhalter. (Bild aus der Mongolei)

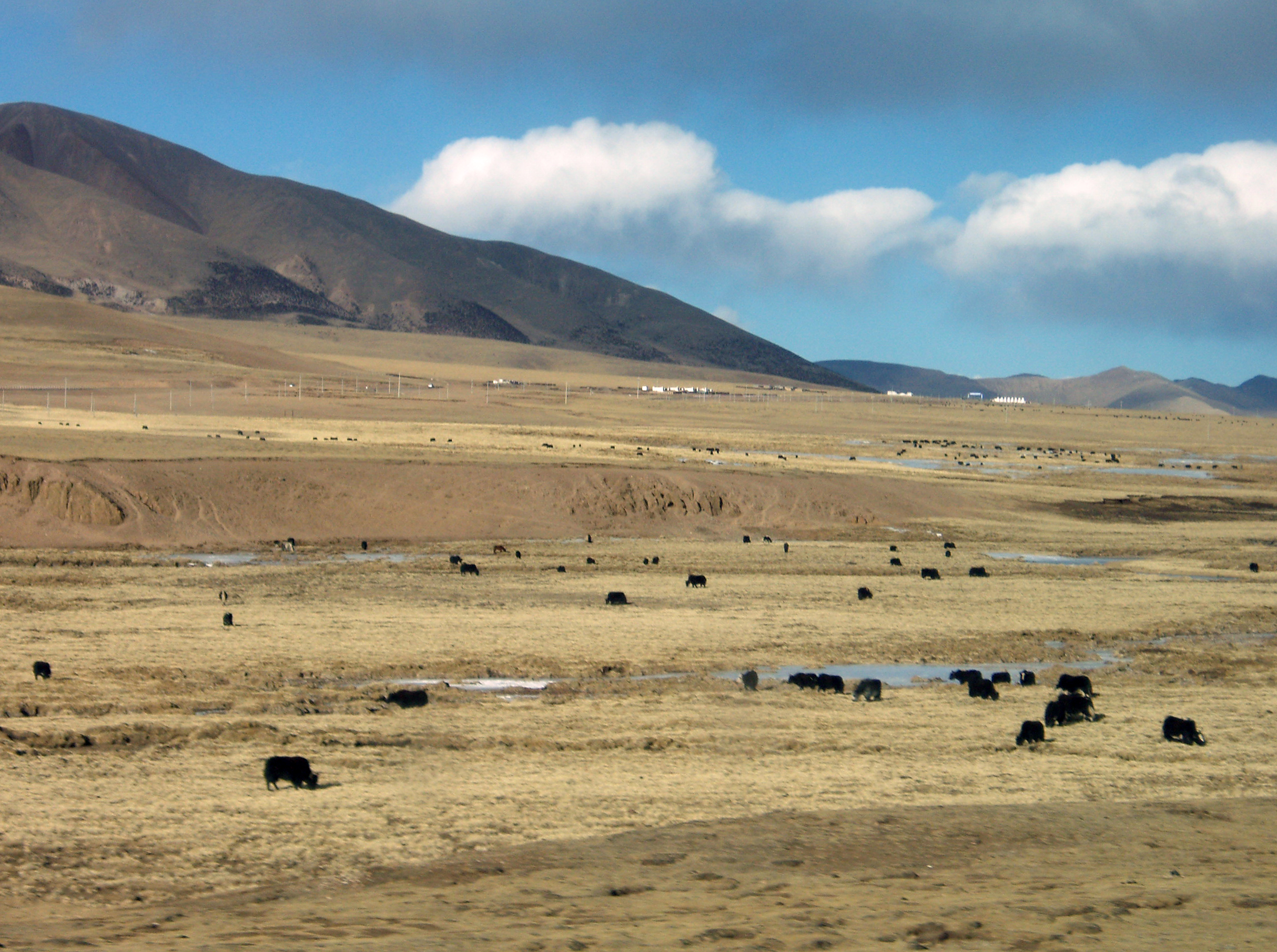
Mobile Tierhaltung erfordert riesige Weideflächen für wenige Tiere pro Quadratkilometer

Der Hirtennomadismus hat sich mit der Domestikation der ersten Nutztiere bereits in prähistorischer Zeit im altweltlichen Trockengürtel zwischen Westafrika und Ostasien entwickelt. Trockenheit führt zu einem überall begrenzten Futterangebot für das Vieh, so dass eine permanente Verlegung der Weidegebiete erforderlich ist. Ursprünglich zogen die Menschen vermutlich den Wildherden hinterher, die instinktiv wanderten; bevor sie begannen, ihre Haustiere von Weide zu Weide zu treiben.
Im hohen Norden Eurasiens war es indessen die natürliche, saisonale Wanderung der Rentiere von den Sommerweiden im Wald zu den Winterweiden in der Tundra, aus der sich der Rentiernomadismus entwickelte. Diese eher halbnomadische Form der mobilen Tierhaltung wird heute noch in vielen Gegenden Russlands und Skandinaviens betrieben.

### Kennzeichen
Eine nachhaltige Tierhaltung ist in den Trockengebieten und Tundren in aller Regel nur in einer sehr extensiven Form möglich, wie verschiedene misslungene Versuche mit intensiver Tierhaltung bewiesen haben (u. a. in den ehemaligen Sowjetrepubliken Zentralasiens und in China.). Während auf mitteleuropäischem, intensiv genutztem Grünland bis zu 500 Rinder von einer 100 ha großen fetten Grünlandweide leben können, sind es in der Grassteppe nur 15 bis 20 Rinder, in Trockensteppen 5 bis 11 und in wüstenhaften Regionen maximal 3 Rinder. Mithin sind Rinder in den sehr trockenen Gegenden weniger als Weidevieh geeignet, so dass hier andere Arten wie Kamele, Yaks, Büffel, Schafe oder Ziegen eingesetzt werden, die einen etwas höheren Tierbesatz zulassen.
Die seit alters her angepasste mobile Variante der Fernweidewirtschaft ist zum Teil noch effizienter als die moderne stationäre Tierhaltung. So ist die Produktivität z. B. im Sahel größer als auf einer nordamerikanischen Ranch.
Im Gegensatz zu anderen Viehwirtschaftssystemen halten fast alle mobilen Pastoralisten gleichzeitig verschiedene Tierarten in ihren Herden. Dies geschieht, um die Pflanzenvielfalt der Weiden zu nutzen; aber auch zum Schutz der Grasnarbe, da die Tiere sowohl unterschiedliches Fressverhalten zeigen als auch bei empfindlichen Böden verschiedenartige Trittschäden verursachen. Der Dung von Rindern und Kamelen wird als Brennmaterial verwendet, während der Kot der anderen Weidetiere das Land düngt. Die Zahl der Tiere ist entscheidend für den wirtschaftlichen Erfolg, für Wohlstand und Status der Nomadenfamilien bzw. der Hirten-Genossenschaften: Beispielsweise sind in Finnland 80 und in Sibirien mindestens 150 Rentiere oder in Syrien 80 Schafe notwendig, um eine Familie zu versorgen.

### Ökologische Betrachtung

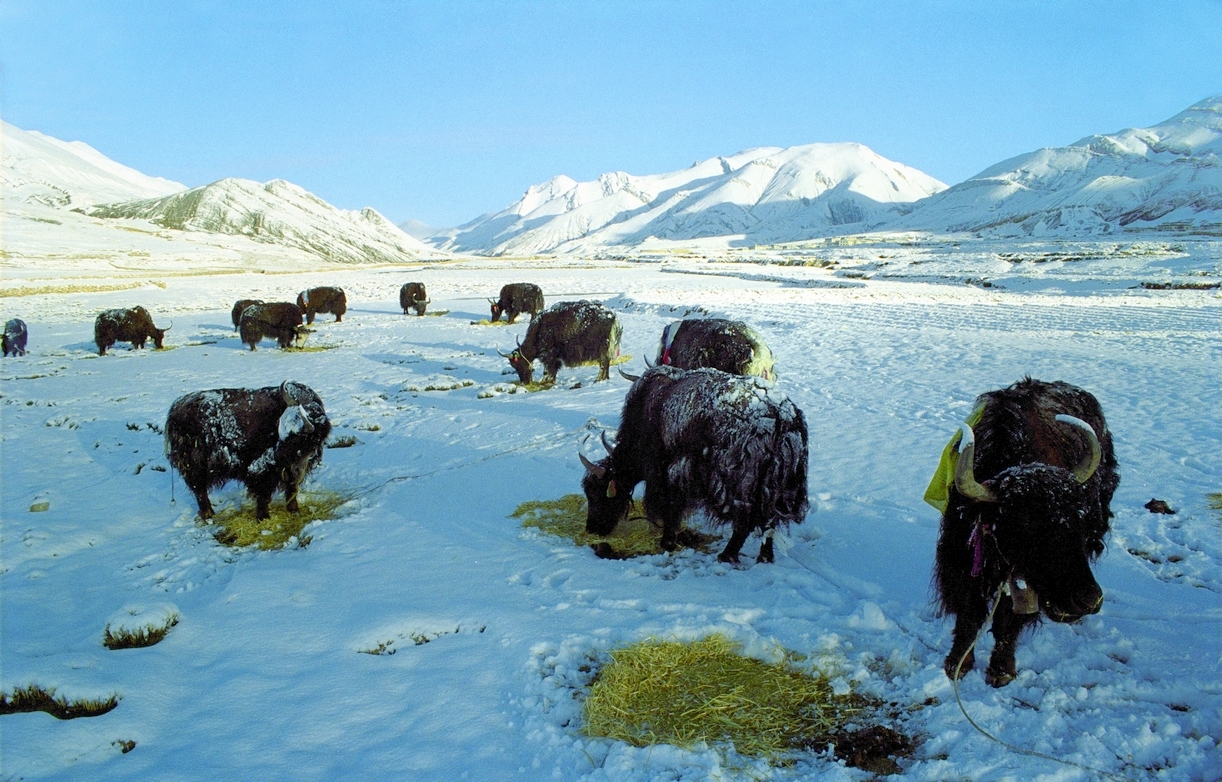
Das Yak – seit Jahrtausenden im tibetischen Klima domestiziert – ist sicherlich das bestangepasste Nutztier für Tibets Kältesteppen

Produktive, hochgezüchtete Viehrassen liefern zwar viel Milch und Fleisch, sind jedoch anfällig für Krankheiten und genetisch weitgehend einförmig. Die robusten Rassen der Hirtenvölker hingegen produzieren zwar wenig, sind aber an schlechte Futterqualität, Krankheiten und extreme Temperaturen angepasst. Überdies beherbergen sie die größte genetische Vielfalt unter den Nutztieren. Auf diese Weise können die mobilen Systeme zur Welternährungssicherung beitragen und ihre Besitzer werden zu Hütern der Biodiversität. „Die Rolle der Hirtenvölker bei der Erhaltung der genetischen Vielfalt muss als gesellschaftliche Leistung anerkannt werden.“ fordert Susanne Gura von der Liga für Hirtenvölker. „Am besten sollte ein internationaler Vertrag über tiergenetische Ressourcen vereinbart werden, wie er bei der FAO auch schon für Nutzpflanzen existiert. Solch ein Vertrag hätte für die Länder in Trockengebieten eine besonders große Bedeutung“.
Die mobile Pastoralwirtschaft ist eine umweltschonende und die ökologisch nachhaltigste Strategie in den nahezu unbesiedelten Offenlandschaften, weil sie auf dem umfangreichen und in Jahrtausenden gereiften, traditionellem Wissen der Nomadenvölker beruht. Dies darf nach Ansicht vieler Ethnologen nicht verloren gehen, wenn die Landwirtschaft in den extrem kalten und extrem trockenen Regionen der Erde weiterhin effizient funktionieren soll. Die reale Entwicklung ist jedoch von einem zunehmenden Niedergang des ursprünglichen Nomadismus geprägt, in dessen Verlauf die mündlich überlieferten Kenntnisse schnell vergessen werden.

### Wo kommt es zur Wüstenbildung?

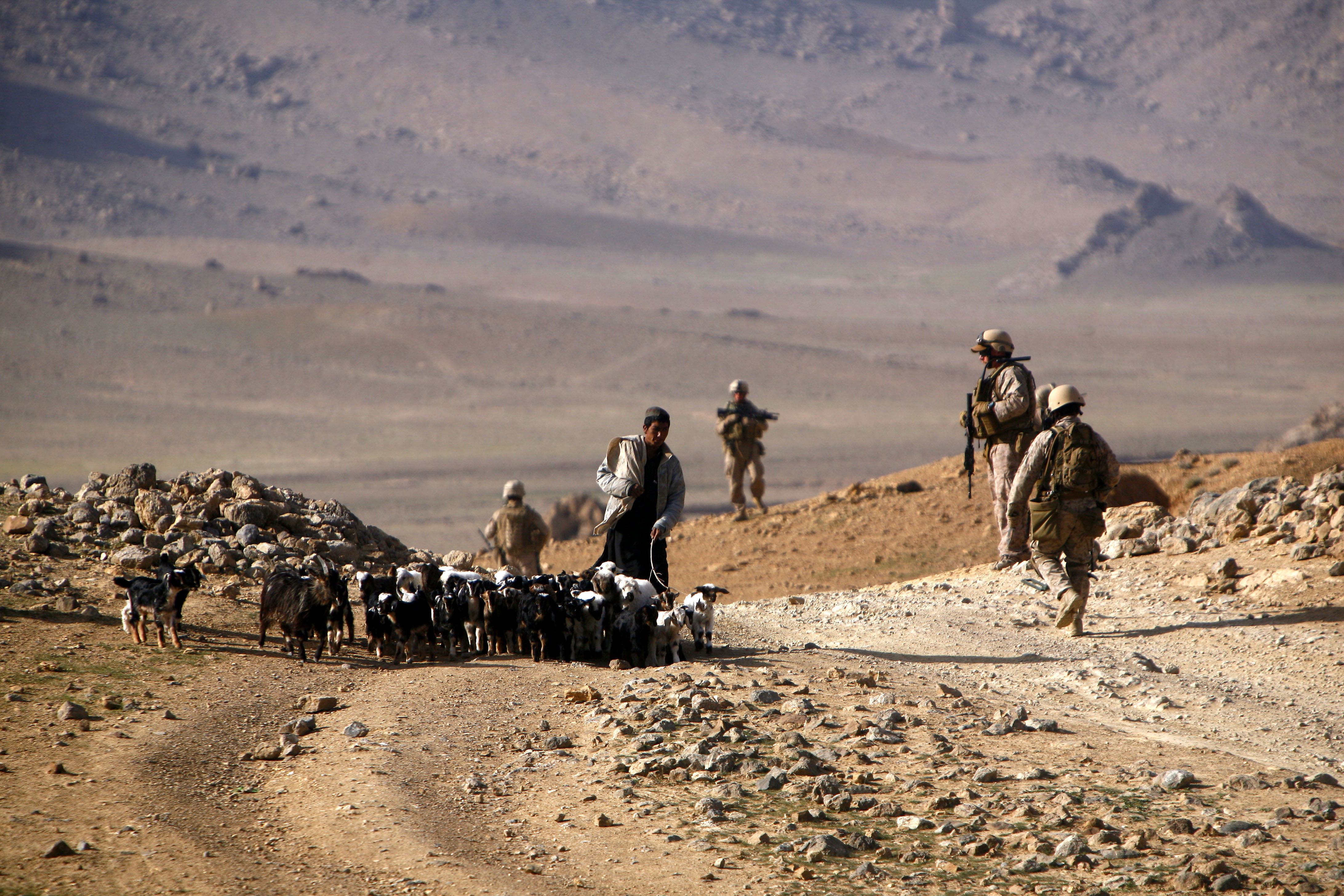
Hirte, Herde und amerikanische Soldaten in Afghanistan: Die moderne Welt konfrontiert die traditionelle Lebensweise mit immer neuen Herausforderungen

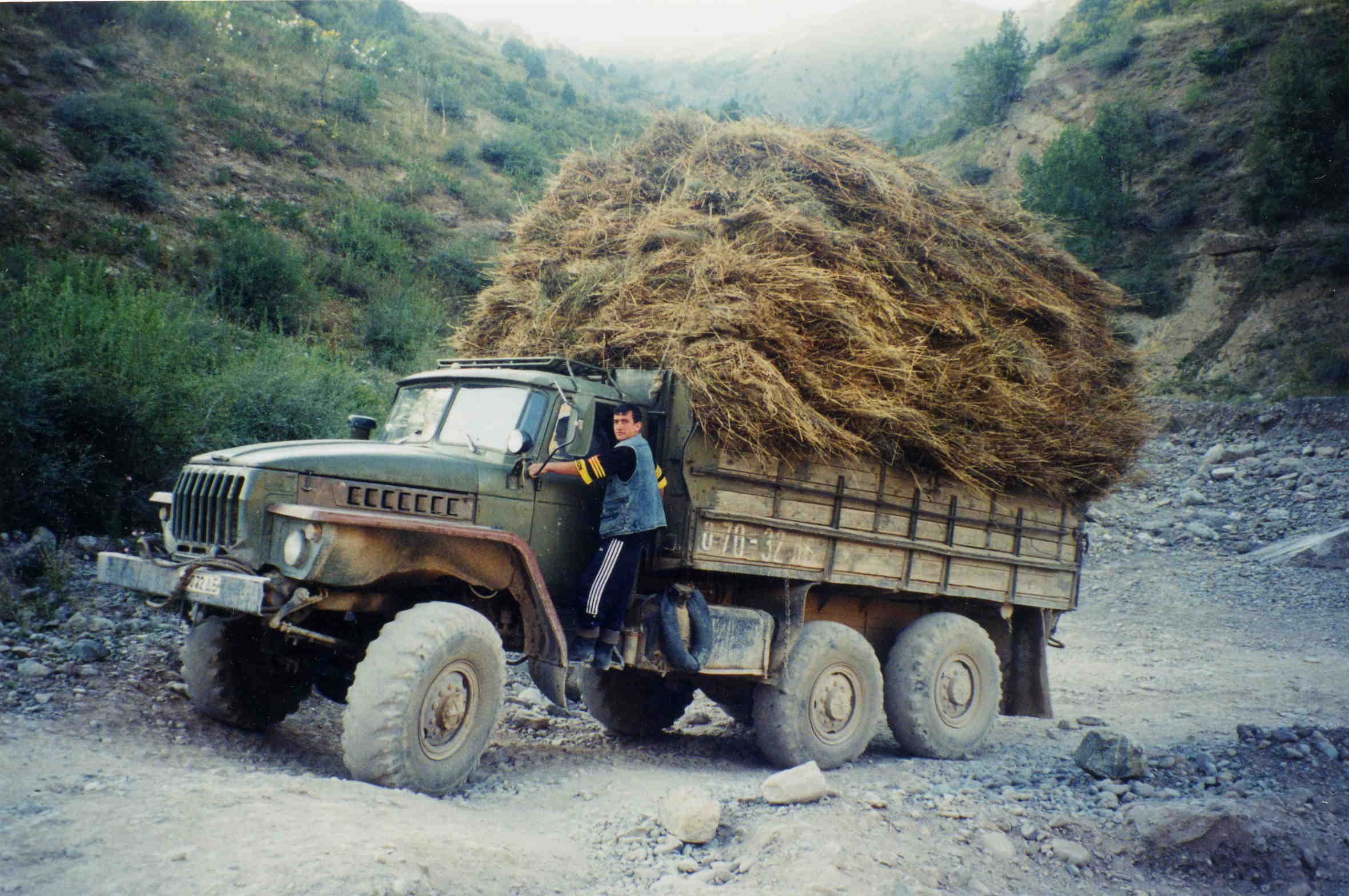
Nahezu in allen Wildnisgebieten, in denen mobile Tierhaltung betrieben wird, nimmt die Nutzung von Motorfahrzeugen – mit allen Vor- und Nachteilen – immer mehr zu.

Fragt man nach den Ursachen der Wüstenbildung (Desertifikation), wird häufig die Überweidung als eine der wichtigsten genannt. Dies ist jedoch ein Irrtum, denn große, wandernde Tierherden sind seit Jahrtausenden ein wesentlicher Teil der Trockengebiete. Für den Tierbestand sind sie sinnvoll, damit wenigstens einige Tiere die regelmäßigen Dürreperioden durchstehen. Doch sie sind auch maßgeblich an der Erhaltung der Vegetation beteiligt: Das regelmäßige Abweiden, der Viehtritt und der Dung der Tiere sind ausgesprochen positive Aspekte der Dynamik von Trockenbiomen, denn sie fördern das Wachstum und die Widerstandskraft der Pflanzen. So ist mittlerweile bekannt, dass die Schäden aus Überweidung häufig reversibel sind.
Weitaus größer ist die Gefahr der Wüstenbildung hingegen bei fehlender Beweidung! Diese Entwicklung trifft in zunehmendem Maße auf die abgelegenen Gebiete Zentralasiens zu: Die Nomadenherden kommen nicht mehr und wilde Weidetiere sind zu wenige vorhanden.
In der Wüste Gobi ist dieser Unterschied bereits aus dem Weltall zu sehen, wie Wissenschaftler der Universität Cambridge feststellten: Im chinesischen Teil der Gobi erkennt man massive Erosion auf den Satellitenfotos. Dort werden Landprivatisierung und industrielle Milchwirtschaft gefördert. Im mongolischen Teil fördert man hingegen die mobile Tierhaltung: Die Vegetation ist intakt.

## Gegenwärtige Situation der mobilen Weidewirtschaft

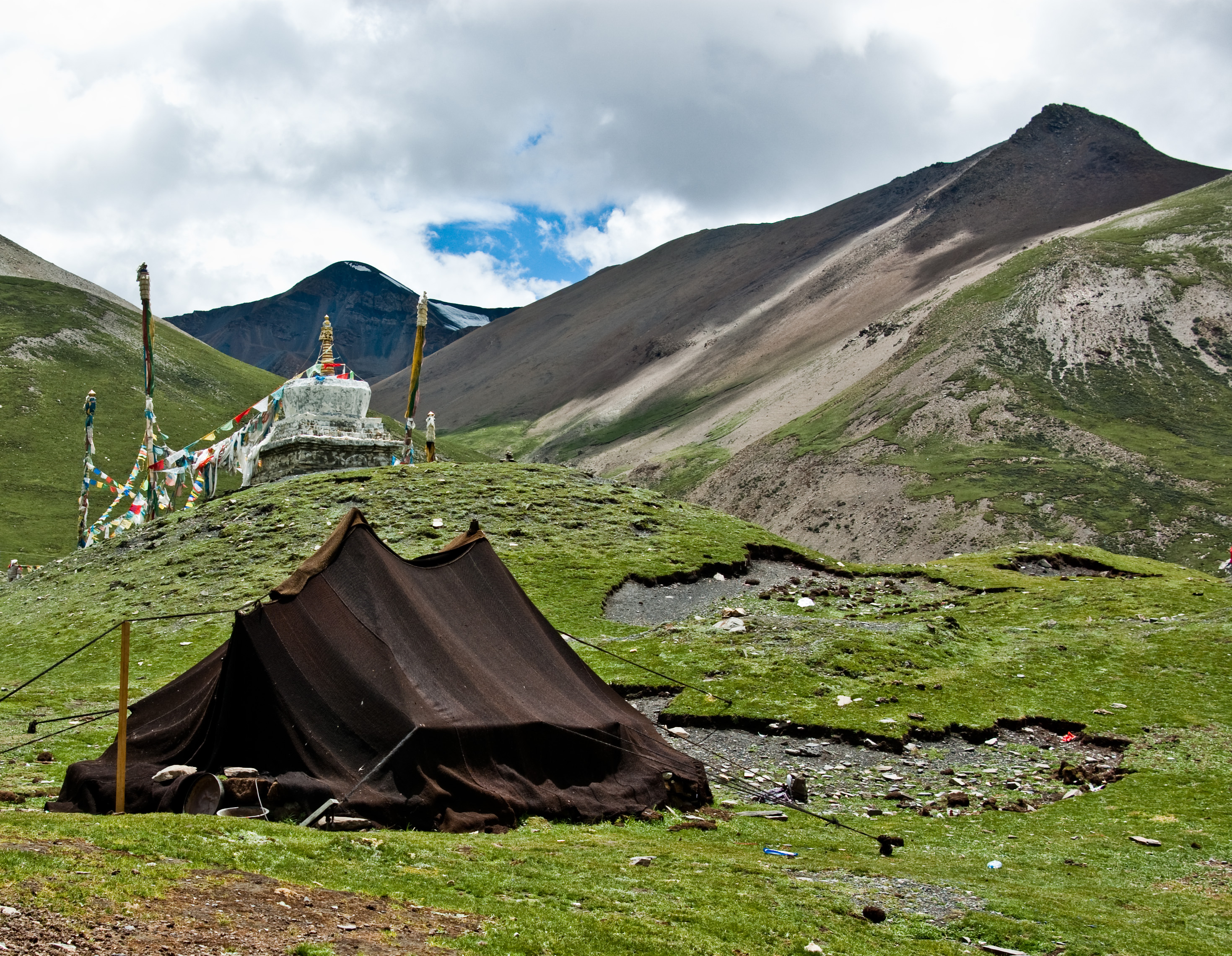
Nomadenzelt in Tibet. In einigen entlegenen Gebieten der Erde konnte sich der rein subsistenzorientierte Nomadismus bei sehr wenigen, sehr kleinen lokalen Gemeinschaften bis heute behaupten.

Der Ethnologe Günther Schlee schätzt, dass heute (2014) noch rund 40 Mio. Menschen weltweit von der mobilen Tierhaltung leben. Die Bedingungen dafür verschlechtern sich jedoch vielerorts aus mannigfaltigen Gründen:
- Politische Einschränkungen: Behinderung durch Staatsgrenzen, Landprivatisierung und infrastrukturelle Großprojekte /  Okkupation, Einzäunung und Umnutzung des vormals freien Weidelandes / Staatliche Programme zu (oftmals erzwungener) Sesshaftmachung als Ackerbauern
- Kulturwandel: Übergang von der vorwiegenden Selbstversorgung zu marktorientierter Produktion / Einerseits höhere Konsumansprüche der Nomaden; andererseits wirtschaftliche Probleme (Vermarktung, Preisrückgang für Tierprodukte) / Ersatz traditioneller Einrichtungen (z. B. Karawanenhandel, Verwendung von Trage- und Zugtieren sowie Zelten und Gegenständen aus eigener Herstellung) durch moderne (Motorfahrzeuge, feste Gebäude, Gegenstände aus industrieller Herstellung) / Abwanderung von benötigten Arbeitskräften in Bergbau, Industrie und Städte

Dies alles hat weitreichende Folgen:
Es kommt zu einer deutlichen Intensivierung der mobilen Tierhaltung in der Nähe der festen Ansiedlungen und der Verkehrswege: Für die marktorientierte Produktion und infolge steigender Bevölkerungszahlen sind größere Herden und eine schnelle Verfügbarkeit der Tiere erforderlich. Gleichzeitig führt die Anlage von Brunnen und die sesshafte Lebensweise zu erheblich verkürzten Entfernungen der Wanderungen. Dieser Trend wird durch den zunehmenden Einsatz von LKW als Transportmittel für die Tiere oder Trinkwasser weiter verstärkt.
Nimmt der Weidedruck zu, kommt die ökologische Tragfähigkeit der Biome bald an ihre Grenzen: Die Folge sind Überweidung und Bodendegradation. Nicht selten erhöhen die Hirten in diesem Fall den Anteil der Ziegen, da diese Tiere besonders genügsam sind und auch in überweideten Regionen ihr Auskommen finden. Das setzt jedoch einen Teufelskreis in Gang, denn Ziegen weiden die Grasnarbe besonders tief ab, so dass die Erosion weiter verstärkt wird.
Marktwirtschaftliche Orientierung kann noch zu weiteren, unerwarteten Folgen führen, wie das folgende Beispiel aus Mittelasien belegt: Durch die große Nachfrage nach Kaschmirwolle kämmten die Hirten die Unterwolle der Kaschmirziegen und Yaks übermäßig stark aus. Daraufhin kam es im Winter zu massenhaftem Tiersterben, da der Wärmeschutz der Wolle die Tiere nicht mehr vor der extremen Kälte bewahrte.
Die klimatischen Entwicklungen im Zuge des Klimawandels machen die Sachlage überdies schwieriger vorhersagbar. Die ersten Erfahrungen der Rentierhirten sind leider ausgesprochen negativ.

### Beispiele aus verschiedenen Ländern
Die Bemühungen der Mongolei, den Nomadismus in marktwirtschaftliche Strukturen einzubinden, sind noch von vielfältigen Problemen begleitet: Wie überall ist auch hier eine Verringerung der saisonalen Wanderungen nach Frequenz und Distanz festzustellen, die in einigen Gebieten zur Bodendegradation führt. Dazu kommen neue wirtschaftliche Probleme wie zu hohe Transportkosten, konkurrierende Raumansprüche durch viele „neue Nomaden“, Rechtsunsicherheit, ungeeignete Vermarktungsstrukturen oder Mangel an Geld. Die Einbindung der Tierhalter in die Marktwirtschaft ist gering – ihre Versorgung mit Konsumgütern beklagenswert. In dieser Notlage wird wieder getauscht.
Die Bewässerungslandwirtschaft hat in Rajasthan innerhalb von fünf Jahren die Schafherden um ein Drittel und die Zahl der Kamele um die Hälfte reduziert. „Die Pastoralisten müssen ihre Tiere verkaufen … und unsere Jugendlichen wandern in die Städte ab“, so Hanwant Singh von der Nichtregierungsorganisation Lokhit Pashu Palak Sansthan. „Das bedeutet auch, dass Rassen verloren gehen.“
In Mauretanien lebten früher ca. 70 % der Bevölkerung vom Nomadismus. Heute sind die meisten weitgehend sesshaft geworden, so dass nur noch etwa sieben Prozent als Nomaden bezeichnet werden können.
In Belutschistan, einer klassischen Pastoralismusregion, leben heute nur noch weniger als 10 % der Menschen von der mobilen Tierhaltung.
Maximal 15 % der Samen sind heute noch ganzjährige Rentierhüter. In der autonomen russischen Republik Sacha sind es immerhin noch rund 35 % der indigenen Bevölkerung.

### Länder und Ethnien, in denen die mobile Tierhaltung den Nomadismus ersetzt hat

#### Afrika
- Westliche Sahara: Berber, Sahrauis
- Sudan
- Sahelzone
- Nordostafrika (Ägypten, Äthiopien, Somalia): Somal, Oromo (Kamel, Ziege, Schaf)
- Somalia: Gut die Hälfte der Somali lebt nach dem Zensus von 1975 halbnomadisch.[27] (In Ost- und Zentral-Somalia kann man noch von subsistenzorientiertem Vollnomadismus sprechen.)

#### Asien
- Iranisches Hochland
- Nordrussland (Komi, Chanten, Mansen)
- Kirgisistan
- Tadschikistan
- Mongolei (bis auf wenige „echte“ Nomaden)
- China: Nord-Mandschurei: Xinjiang, Tibetisches Hochland: kasachische und mongolische Stämme im Nordwesten bzw. Nordosten, tibetische Nomaden in fast allen Teilen des Hochlandes, außer im Nordwesten (im Osten noch subsistenzorientierte Nomaden)

#### Europa
- Nord-Norwegen, -Schweden, -Finnland und russische Kola-Halbinsel: Sámi

## Zukünftige Entwicklung

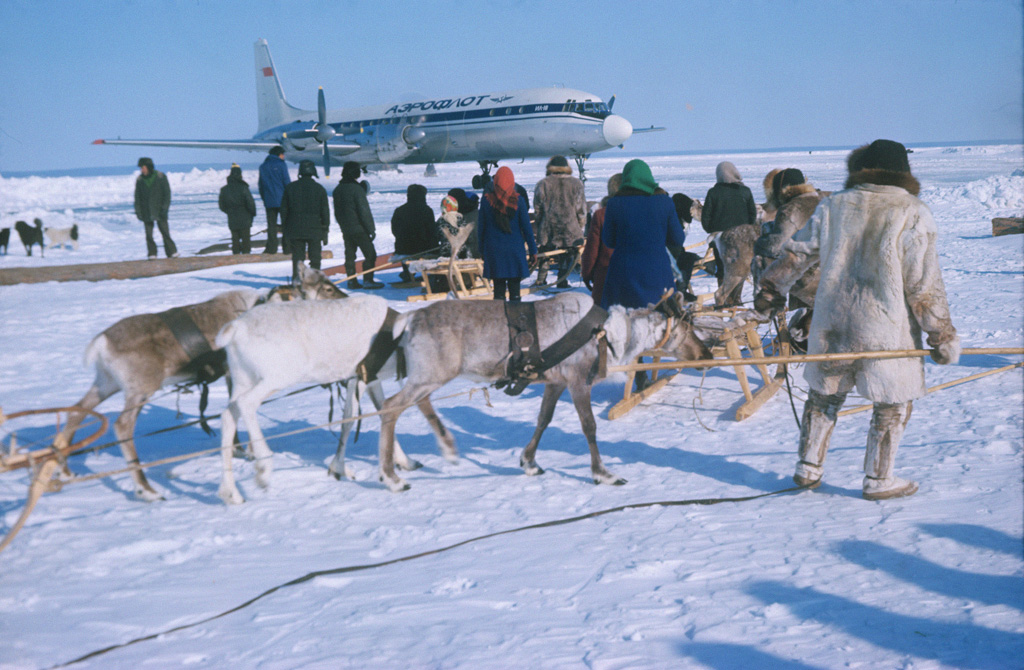
Im Norden Russlands werden die nomadischen Hirtenfamilien per Flugzeug mit modernen Gütern versorgt

Vieles spricht dafür, dass die mobile Nutzung natürlicher Weiden trotz der negativen Entwicklungen Zukunft hat – auch unter modernisierten Bedingungen. In manchen Gebieten weist diese Wirtschaftsweise Zuwachsraten auf. Der Sonderforschungsbereich „Nomaden und Sesshafte in Steppen und Staaten“ der Universitäten Halle-Wittenberg und Leipzig hat es wie folgt ausgedrückt:
„Ökologisch angepasste, mobile Weidewirtschaft durch staatlich beaufsichtige und gezähmte Nomaden erscheint nationalen und internationalen Agenturen heute wieder als eine sinnvolle Option für regionale Entwicklungen. Allerdings müssen dazu tradierte Gewohnheiten, lokale Interessengegensätze und historisch gewachsene Feindbilder moderiert und überwunden werden.“